# Impepata di nozze - Sposarsi al sud è tutta un'altra storia...
Impepata di nozze - Sposarsi al sud è tutta un'altra storia... è un film italiano del 2012 scritto e diretto da Angelo Antonucci. Il film è stato distribuito nelle sale italiane il 7 settembre 2012.

## Trama
Michele, professore precario, viene abbandonato dalla moglie il giorno del suo matrimonio e si ritrova anche senza lavoro quando il suo collega Lamberti ritorna ad insegnare dopo una lunga malattia.
Quando sua sorella gli propone di aiutarla nel suo lavoro di wedding planner, Michele accetta e si trova immerso nel variegato mondo dei matrimoni napoletani.